# Bordado de lentejuelas

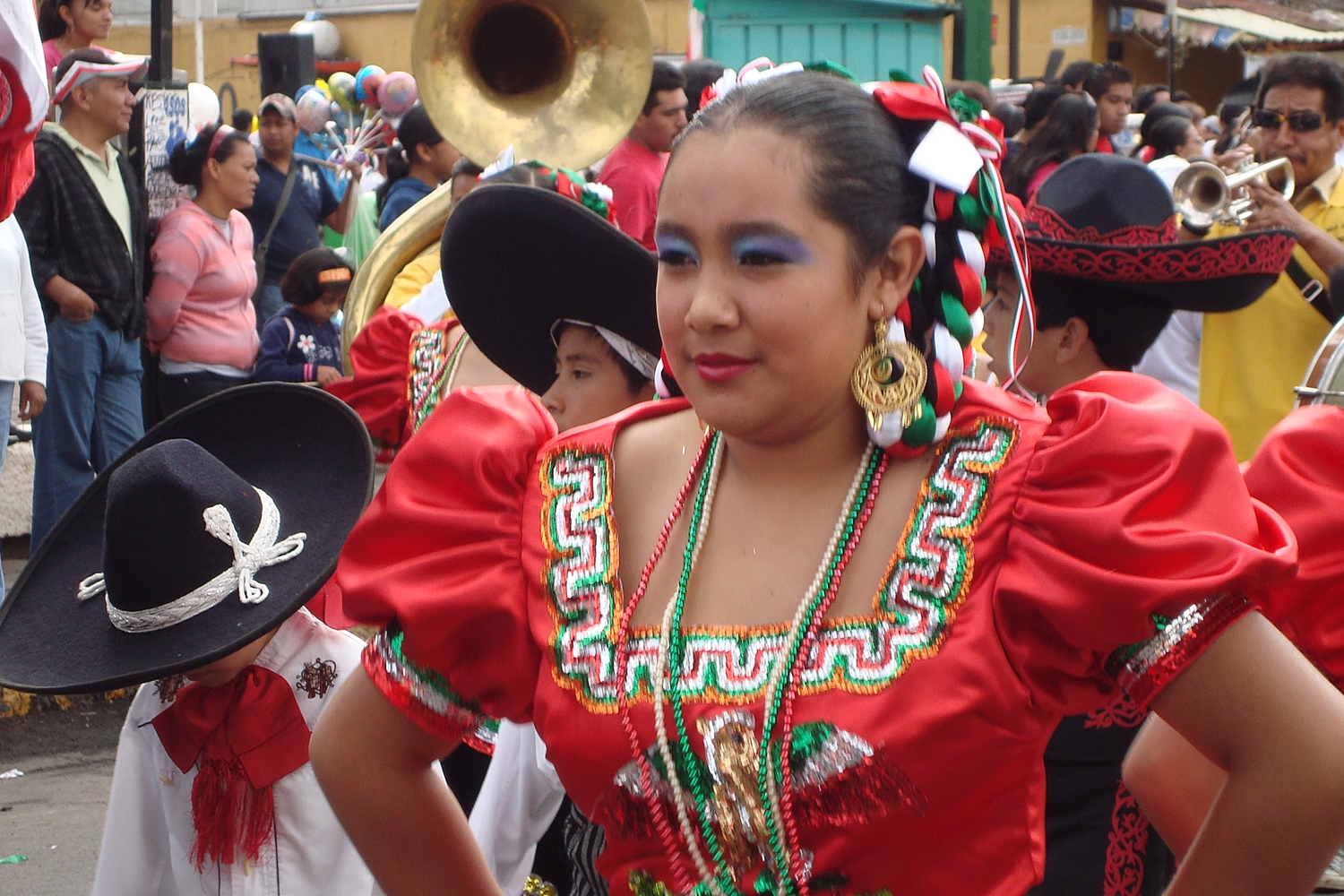
Vestido bordado con lentejuelas

El bordado de lentejuelas tiene brillo pero no es bueno para dibujar figuras, ni para ayudar a la imitación. Más bien sirve para ostentar grandeza, que no para satisfacer el gusto y por eso no llegará a merecer el aprecio del arte ni la habilidad del artífice. Se ha usado mucho en abanicos de invierno, donde se ha visto servir el bordado con bastante extravagancia a cubrir los contornos de las figuras pintadas.
Todavía subsiste el bordado de lantejuela para varios adornos del vestido en que se busca más bien el brillo que la verdadera magnificencia y solidez.
En aquellos objetos expuestos a rozarse continuamente como los abanicos, se cosen las lentejuelas al aire y entonces se percibe y descubre la seda que las mantiene pero regularmente se cubre cada punta con un granito de canutillo: lo que se ejecuta del modo siguiente.
Tiene el operario delante de sí lentejuelas de distintos tamaños así como briscado y canutillo en hebra una aguja muy delgada con seda encerada que asegura en la tela con un punto. Ensarta en esta aguja un granito de canutillo y después una lentejuela que hace correr todo el largo de la aguja hasta que llegue a la tela, en la cual daba la aguja, la saca con la otra mano y la vuelve a traer inmediatamente por encima a distancia de media lentejuela: ensarta otra y después un pedacito de canutillo que debe aparentar que se junta con el primero y que hace correr, ayudándole con la punta de las tijeras o con la de un alfiler gordo: clava la aguja en el agujero de la primera lentejuela, cuya mitad se halla de este modo cubierta con la mitad de la otra: se prosigue así según los lugares y formas del dibujo que ejecuta, mudando de tamaños en las lentejuelas (siempre que lo necesitan), las cuales se hallan colocadas como escuditos quando se cuentan. 
Así se borda con lentejuela a dos haces. Pero es necesario que el bastidor esté de pie derecho y entre las piernas del sujeto que trabaja, que tiene dos agujas enhebradas: cuando la primera que clava la mano derecha ha pasado por el agujero de una lentejuela que presenta la mano izquierda estando la tela entre las dos, la mano izquierda clava su aguja en el agujero de la lentejuela que está a su lado y en seguida, en el agujero de una lentejuela que presenta la mano derecha con la tela en medio, entonces se sacan a un tiempo las agujas y el punto de briscado de cada lado se pone en su sitio del mismo modo que el otro método. En España se aseguran sin volver el bastidor y se ponen como las demás, solamente que se da una puntada en la media lentejuela por arriba, repitiendo lo mismo por debajo.
Se hace juego con los objetos inmediatos asegurando las lentejuelas con seda encarnada o verde o bien se cubren algunas con puntadas de seda cortas y largas. 

## Bordados similares
El modo de emplearse los cristales, las piedras marquesitas, piedras falsas y diamantes cualesquiera es análogo al que usan con las lentejuelas. Siempre es necesario que estas piedras estén engastadas (que esto pertenece al lapidario) y que por debajo de la piedra o alrededor, según su hechura y tamaño, la misma plata que sirve de engarce, forme unas patillas o asillas en las cuales pase la seda como en los claros que están al lado de las lentejuelas, cubriendo a veces cada punto con bichado o canutillo. No es fácil bordar con diamantes pues es preciso que estén muy bien engarzados y esto es, con algún resalce del engaste y tener mucho gusto para saberlos colocar en proporción y simetría. 